# Мертвий ящик

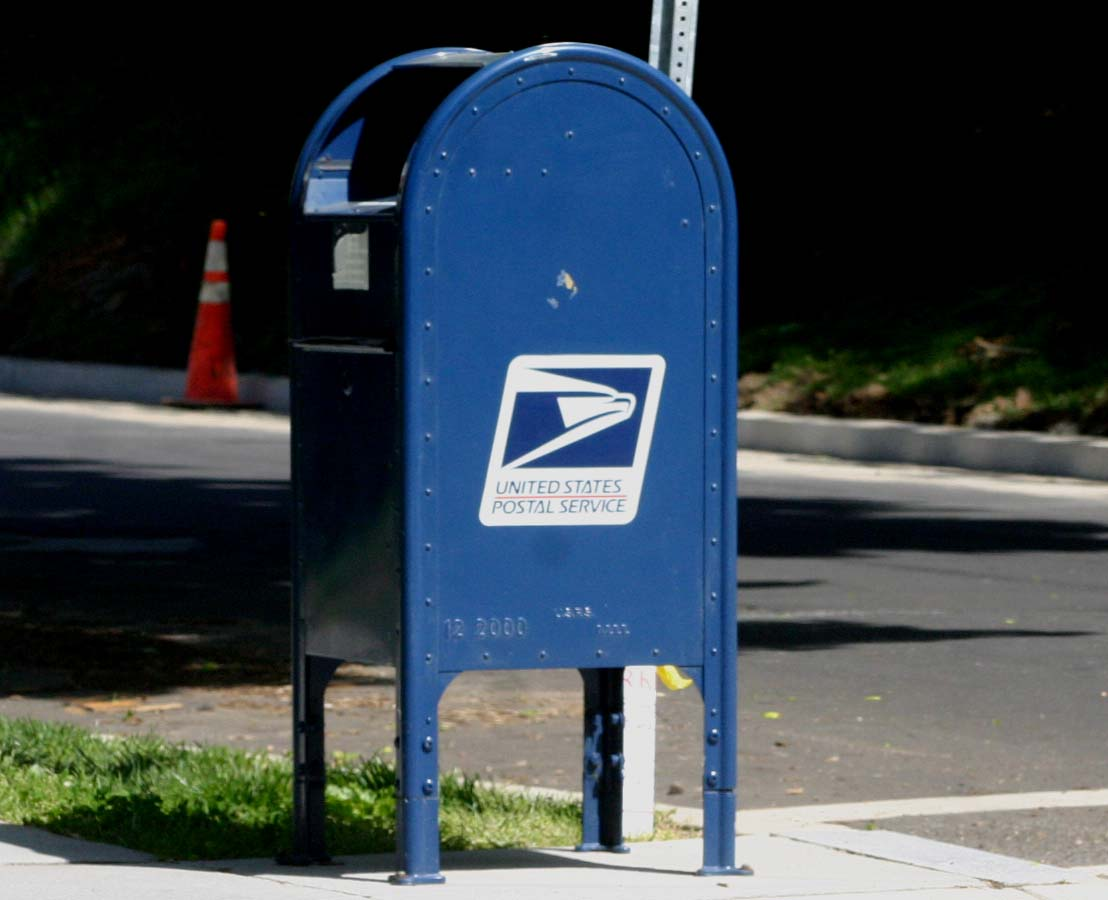
Цей (замінений) поштовий ящик знаходиться на тому ж місці та ідентичний тому, який використовував засуджений шпигун Олдріх Еймс для сигналів своїм російським контактам. Еймс наносив горизонтальну крейдову мітку довжиною близько 3 дюймів над логотипом USPS.

Мертвий ящик або мертва точка — це метод шпигунського обміну, який використовується для передачі предметів або інформації між двома особами (наприклад, оперативником і агентом або між двома агентами) через секретне місце. Уникаючи прямих зустрічей, сторони зберігають оперативну безпеку. Цей метод відрізняється від живої передачі, яка передбачає обмін напряму.
Відомо, що шпигуни та їхні спільники виконують обмін методом мертвого ящика використовуючи різні способи, щоб приховати предмети (такі як гроші, секрети чи інструкції) та повідомити про те що передача відбулась. Хоча сигнал і місце повинні бути узгоджені заздалегідь, сигнал не обов'язково має бути поруч із точкою передачі. Оперативники можуть не зустрічатися особисто, або навіть не знати один одного.  

## Способи
Успіх «мертвого ящика» залежить від правильного вибору місця та методу приховування, які гарантують можливість зробити передачу без того, щоб оперативників помітили громадськість, поліція або інші сили безпеки. Щоб уникнути підозр використовуються звичайні речі та буденна поведінка. Схованкою може бути будь-яке приховане місце.

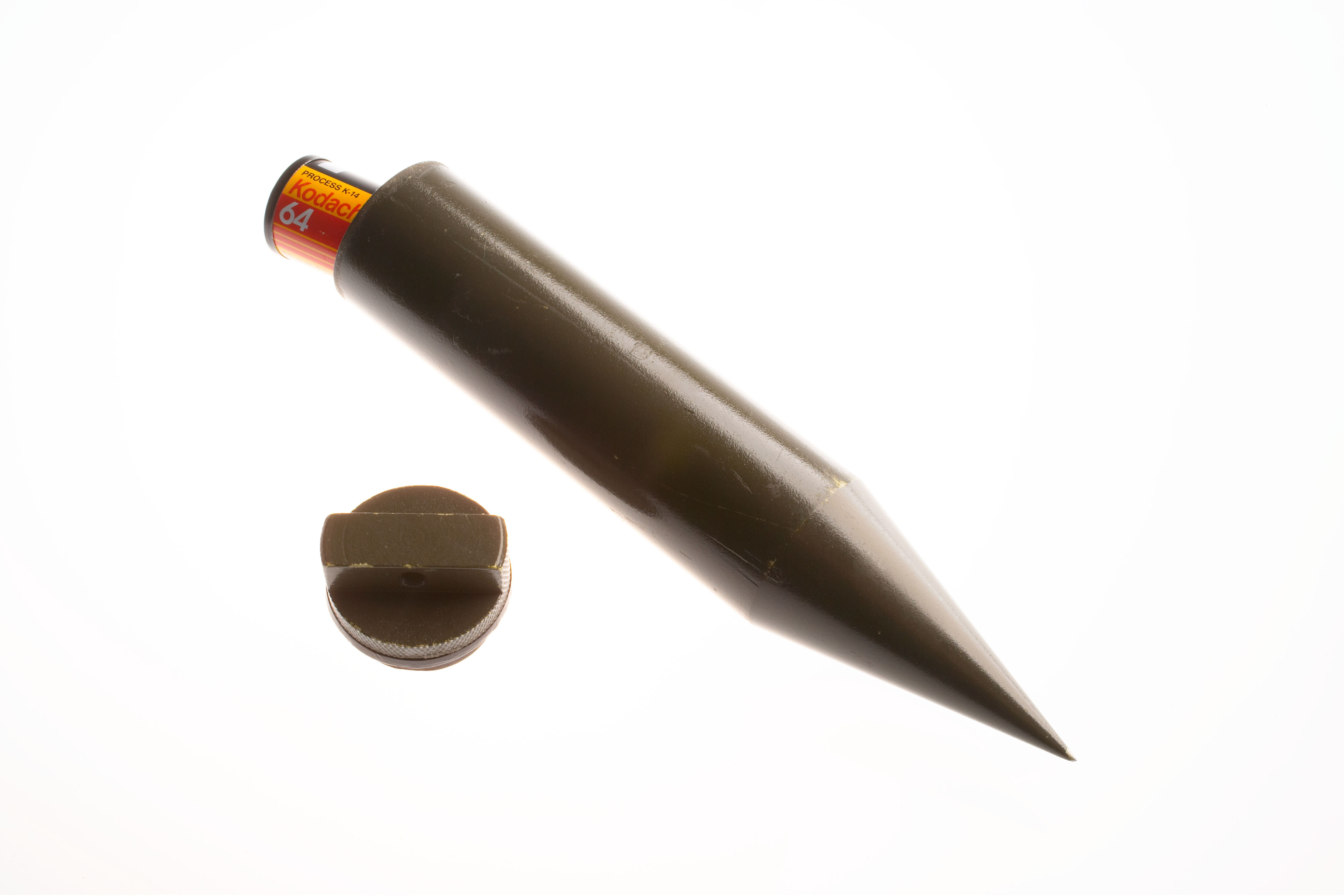
Dead drop spike

Шпигунський контейнер типу "dead drop spike"  — це пристрій для приховування, схожий на шип. Його використовували з кінця 1960-х років для приховування грошей, карт, документів, мікроплівок та інших речей. Шип стійкий до води та плісняви, його можна закопати в землю або занурити в неглибокий струмок для подальшого вилучення.
Використовуються різні методи сигналізації, щоб вказати, що була зроблена передача. До них відносяться позначки крейдою на стіні, шматок жувальної гумки на ліхтарному стовпі або газета на лавці в парку. У деяких випадках сигнали подаються з місця проживання агента, яке видно зовні, наприклад, яскравий рушник, повішений на балконі, або рослина в горщику, розміщена на підвіконні. Ці сигнали призначені для того, щоб бути непомітними для оточуючих, але легко помітними для тих, хто знає, на що звертати увагу.

## Недоліки
Метод "мертвого ящика" для передачі є корисним для запобігання миттєвого захоплення оперативників або цілих шпигунських мереж, але він має й свої недоліки. Якщо один із оперативників буде скомпрометований, він може видати місце та сигнал для цієї конкретної точки передачі. Контррозвідка може використати мертву точку як інструмент для подвійний агента з різними цілями, наприклад, для поширення дезінформаціх серед ворога, для ідентифікації інших оперативників, що її використовують, або навіть для її підриву. Існує також ризик, що стороння особа може знайти заховані матеріали 

## Сучасні методики
23 січня 2006 року ФСБ Росії звинуватила Великобританію в використанні бездротових мертвих точок передачі, схованих всередині каменів, для збору шпигунської інформації від агентів у Росії. За словами російської влади, агент, який передавав інформацію, підходив до каменя і за допомогою портативного пристрою передавав дані в нього, а пізніше британські куратори отримували збережену інформацію аналогічним способом. 
SecureDrop, який спочатку називався DeadDrop, — це програмний пакет який дозволяє створювати цифрові точки передачі для отримання конфіденційних порад від інформаторів через Інтернет. Члени команди та інформатори ніколи не спілкуються напряму та ніколи не знають один одного особисто, що дозволяє інформаторам зберігати інформацію, незважаючи на масове стеження та порушення конфіденційності, які стали звичним явищем на початку двадцять першого століття.